# Asticta perstrigata
Asticta perstrigata là một loài bướm đêm trong họ Erebidae.